# Nekschot
Het nekschot is een executiemethode die meestal geassocieerd wordt met een afrekening. Ze wordt vaak toegepast om deserteurs te liquideren of binnen het milieu van de georganiseerde misdaad. Het is een in China gebruikelijke methode voor de uitvoering van de doodstraf. In de Sovjet-Unie en nazi-Duitsland werd het ook gebruikt als executiemethode.
In de meeste gevallen wordt het laf gevonden de vijand in de rug te schieten. Bij uitbreiding kan men zich ook afkeren van het nekschot en overgaan tot een schot in het voorhoofd of andere methode. Het nekschot wordt daarom gezien als een minder 'eervolle' fusillage dan het vuurpeloton, voorbehouden aan verraders.

## Figuurlijk
Figuratief wordt het nekschot op internetsites zoals Geenstijl.nl gebruikt als sterke vorm van afkeuring van bepaalde personen. Dat dit opgevat kan worden als een feitelijke bedreiging, bleek toen de beheerder van de voormalige rechtse website Graverdammer veroordeeld werd tot een geldboete omdat hij de directeur van de stichting ten behoeve van asielzoekers in nood INLIA een nekschot toewenste. Op Geenstijl is men inmiddels terughoudend met het accepteren van nekschoten door de z.g. reaguurders.
Het pseudoniem van de Nederlandse cartoonist Gregorius Nekschot is deels gebaseerd op het nekschot.